# 田川文彦
田川 文彦（たがわ ふみひこ、Fumihiko Tagawa）は、日本の作曲家、編曲家。長崎県出身。原博に作曲を師事。東京芸術大学卒業。

## 人物
現代音楽、ポップス等、ジャンルにとらわれないスタイルである。日本のほとんどの商業音楽を好んでいない。母親は元音楽教諭であった。
2012年、Beerersという芸大卒業生の音楽ユニットを加藤俊彦と組み、作曲、ピアノ、キーボード、を担当している。

## 作品
Beerers
- おとぎ~変わらぬ愛~ おとぎ 作曲。